# مک‌دانل تی‌دی۲دی کاتیدید
مک‌دانل تی‌دی۲دی کاتیدید (به انگلیسی: McDonnell TD2D Katydid) یک هواگرد ساختِ کارخانهٔ مک‌دانل در کشور ایالات متحده آمریکا است .